# Мурнов, Михаил Александрович
Михаил Александрович Мурнов (5 апреля 1978, Михайловка, Волгоградская область) — российский футболист, защитник, тренер.
Воспитанник михайловской ДЮСШ-1. В 1994 году играл в любительских клубах «Блиц» Волгоград и «Силикат» Михайловка. В 1995 году в команде третьей лиги «Динамо» Михайловка сыграл 29 матчей, забил один гол. В дальнейшем выступал в первом (1996—1998, 2000, 2006—2007) и втором (1999, 2001—2005, 2007, 2008—2009) дивизионах. Играл за команды «Торпедо» Волжский (1996), «Энергия» Камышин (1997; также мграл в третьей лиге за «Энергию»-Д), «Лада» Тольятти (1998—2000, 2008), «Содовик» Стерлитамак (2001—2005, 2007), «Балтика» Калининград (2006), «Реутов» (2007), «Волгоград» (2009).
С 2010 года — игрок любительских команд «Михайловка», «Михайловка»-2 и «Пересвет» (Михайловка). В 2015 и с 2016 года — также главный тренер «Михайловки».
Старший брат Андрей (род. 1973) бывший футболист; директор клуба «Михайловка».